# آدرنوکورتیکوتروپین
هورمون آدرنوکورتیکوتروپین (ACTH) هورمونی است با 39 آمینو اسید که اغلب به دنبال کاهش سطح گلوکوکورتیکوئیدها یا افزایش نیاز بدن در مواردی مانند استرس (به دنبال افزایش ترشح هورمون هیپوتالاموسی CRH) از بخش قدامی هیپوفیز آزاد می‌شود. هورمون آزادکننده کورتیکوتروپین(CRH),از طریق گیرنده های غشایی و مکانیسم cAMP عمل می کند و باعث آزادسازی ACTH می شود. در واقع ACTH را هورمون محرک فوق کلیه نیز می نامند که بر روی غده فوق کلیه تأثیر میگذارد.

## اثرات
تنظیم ترشح کورتیزول با هورمون آزاد کننده کورتیکوتروپین (CRH) است که از هیپوتالاموس ترشح و موجب افزایش ترشح هورمون آدرنوکورتیکوتروپین (ACTH) از هیپوفیز می‌شود. ترشح این هورمون پپتیدی موجب افزایش سطح خونی کورتیزول می‌شود. افزایش ترشح این هورمون موجب بیماری کوشینگ و کاهش ترشح آن موجب نارسایی ثانویه آدرنال می‌شود. آدرنوکورتیکوتروپین از پیشساز (pre-POMC) سنتز می‌شود و نیمه عمر آن ده دقیقه است.